# Hans-Christian Schmid
Hans-Christian Schmid (Altötting, 19 agosto 1965) è un regista cinematografico tedesco.

## Filmografia

### Cinema
- Nach Fünf im Urwald (1995)
- 23 (1998)
- Crazy (2000)
- Luci lontane (Lichter) (2003)
- Requiem (2006)
- Storm (2009)
- Was bleibt (2012)
- Wir sind dann wohl die Angehörigen (2022)

### Televisione
- Himmel und Hölle - film TV (1994)
- Das Verschwinden - miniserie TV, 4 puntate (2017)